# 2007 CJ66
2007 CJ66, também escrito como 2007 CJ66, é um objeto transnetuniano que está localizado no Cinturão de Kuiper, uma região do Sistema Solar. Este corpo celeste é classificado como um cubewano. Ele possui uma magnitude absoluta de 7,3 e tem um diâmetro estimado com 153 km.

## Descoberta
2007 CJ66 foi descoberto no dia 19 de janeiro de 2007 pelo astrônomo P. A. Wiegert.

## Órbita
A órbita de 2007 CJ66 tem uma excentricidade de 0,021 e possui um semieixo maior de 43,830 UA. O seu periélio leva o mesmo a uma distância de 42,930 UA em relação ao Sol e seu afélio a 44,730 UA.